# Vibeke Merete Nielsen
Vibeke Merete Nielsen (født 28. februar 1958 i Aarhus i Danmark) er en tidligere dansk håndboldspiller.
Hun spillede på landsholdet i perioden 1982 til 1990, og var den første dansker som blev udtaget til et verdensholdet (1987).
I sæsonen 86-87 blev hun kåret til årets kvindelige håndboldspiller.
Mens hun var på landsholdet spillede hun i AIA Tranbjerg